# Helicops pastazae
Helicops pastazae är en ormart som beskrevs av Shreve 1934. Helicops pastazae ingår i släktet Helicops och familjen snokar. Inga underarter finns listade i Catalogue of Life.
Arten förekommer i Sydamerika direkt öster om Anderna från västra Venezuela över Colombia, Ecuador och Peru till västra Bolivia. Den lever i kulliga områden mellan 200 och 900 meter över havet. Individerna vistas i regnskogar där palmen Mauritia flexuosa är dominerande. Denna orm hittas vanligen vid vattendrag och pölar samt i översvämmade områden och den simmar ofta. Honor lägger inga ägg utan föder levande ungar.
Lokala hot mot beståndet är gruvdrift, skogens omvandling till jordbruksmark eller samhällen, konstruktionen av dammbyggnader (i Ecuador) eller vattenföroreningar. Utbredningsområdet är stort och Helicops pastazae hittas i flera skyddszoner. IUCN listar arten som livskraftig (LC).